# چرخه بیوژئوشیمی

چرخهٔ آب یکی از شناخته‌شده‌ترین چرخه‌های بیوژئوشیمی

در علوم جغرافی و زمینی، یک چرخهٔ بیوژئوشیمی به گردشی می‌گویند که مولکول‌ها یا یک عنصر شیمیایی از طریق جانداران (زیست‌کره) و غیر جانداران (لیتوسفر، جو زمین و آب‌کره) مسیری را طی می‌کنند. چرخه، مجموعه‌ای از تغییرات است که به نقطه شروع بازمی‌گردد و تکرار شود.
اصطلاح «بیوژئوشیمی» از واژه‌های «بیو» زیست‌شناسی، «ژئو» زمین‌شناسی و شیمی گرفته‌شده‌اند. این بدان معنی است که تمامی این عوامل در این نوع چرخه دخیل هستند. گردش مواد مغذی شیمیایی مانند کربن، اکسیژن، نیتروژن، فسفر، کلسیم، و آب و غیره از طریق جهان بیولوژیکی و فیزیکی به عنوان چرخهٔ بیوژئوشیمی شناخته می‌شوند. در واقع، این عنصر هربار تکرار و بازیافت می‌شود، اگرچه در بعضی از چرخه‌ها ممکن است مخازنی وجود داشته باشد که در آن عنصر برای یک دورهٔ زمانی طولانی انباشته شود.
برای مثال همان‌طور که در نمودار نشان داده‌شده است آب همیشه از طریق چرخه آب بازیافت می‌شود. آب در این چرخه فرایندهای تبخیر، میعان، و بارش را سپری می‌کند و پاک و تازه به زمین بازمی‌گردد. عناصر، ترکیبات شیمیایی، و دیگر اشکال ماده از یک ارگانیسم به ارگانیسم دیگر و از یک بخش از زیست‌کره به بخش دیگری از طریق چرخه‌های مختلف بیوژئوشیمی منتقل می‌شوند.

## چرخه‌های مهم
مهم‌ترین چرخه‌های بیوژئوشیمی که به خوبی شناخته‌شده و مهم هستند:
- چرخه کربن
- چرخه نیتروژن
- چرخه اکسیژن
- چرخه فسفر
- چرخه گوگرد
- چرخه آب
- چرخه سنگ
- چرخهٔ متان

در حال حاضر با تغییر اقلیم چرخه‌های بسیاری وجود دارند که برای اولین بار مورد مطالعه قرار می‌گیرند و اثرات بشر به شدت در حال تغییر سرعت، شدت، و تعادل این چرخه‌های ناشناخته است. چرخه‌هایی که به تازگی مورد مطالعه قرار گرفته‌اند عبارتند از:
- چرخه جیوه[۳] و
- چرخه آترازین که ناشی از فعالیت‌های انسانی است و می‌تواند گونه‌های خاصی را تحت تأثیر قرار دهد.

- چرخه نیتروژن
- چرخه آب
- چرخه کربن
- چرخه اکسیژن
- چرخه فسفر